# Yoshimoto Kazunori
Yoshimoto Kazunori (吉本 一謙 (Cát Bản Nhất Khiêm) Yoshimoto Kazunori, sinh ngày 24 tháng 4 năm 1988 ở Kodaira, Tokyo) là một cầu thủ bóng đá người Nhật Bản thi đấu cho FC Tokyo.

## Thống kê sự nghiệp câu lạc bộ
Cập nhật đến ngày 23 tháng 2 năm 2018.
| Thành tích câu lạc bộ | Thành tích câu lạc bộ | Thành tích câu lạc bộ | Giải vô địch | Giải vô địch | Cúp                   | Cúp                   | Cúp Liên đoàn | Cúp Liên đoàn | Châu lục | Châu lục  | Tổng cộng | Tổng cộng |
| Mùa giải              | Câu lạc bộ            | Giải vô địch          | Số trận      | Bàn thắng    | Số trận               | Bàn thắng             | Số trận       | Bàn thắng     | Số trận  | Bàn thắng | Số trận   | Bàn thắng |
| Nhật Bản              | Nhật Bản              | Nhật Bản              | Giải vô địch | Giải vô địch | Cúp Hoàng đế Nhật Bản | Cúp Hoàng đế Nhật Bản | J. League Cup | J. League Cup | AFC      | AFC       | Tổng cộng | Tổng cộng |
| --------------------- | --------------------- | --------------------- | ------------ | ------------ | --------------------- | --------------------- | ------------- | ------------- | -------- | --------- | --------- | --------- |
| 2007                  | FC Tokyo              | J1 League             | 1            | 0            | 0                     | 0                     | 1             | 0             | -        | -         | 2         | 0         |
| 2008                  | FC Tokyo              | J1 League             | 2            | 1            | 0                     | 0                     | 2             | 0             | -        | -         | 4         | 1         |
| 2009                  | FC Tokyo              | J1 League             | 0            | 0            | 0                     | 0                     | 0             | 0             | -        | -         | 0         | 0         |
| 2009                  | FC Gifu               | J2 League             | 11           | 2            | 4                     | 2                     | -             | -             | -        | -         | 15        | 4         |
| 2010                  | FC Gifu               | J2 League             | 33           | 0            | 1                     | 1                     | -             | -             | -        | -         | 34        | 1         |
| 2011                  | FC Tokyo              | J2 League             | 0            | 0            | 0                     | 0                     | -             | -             | -        | -         | 0         | 0         |
| 2012                  | Mito Hollyhock        | J2 League             | 2            | 1            | 0                     | 0                     | -             | -             | -        | -         | 2         | 1         |
| 2013                  | FC Tokyo              | J1 League             | 0            | 0            | 0                     | 0                     | 0             | 0             | -        | -         | 0         | 0         |
| 2014                  | FC Tokyo              | J1 League             | 25           | 0            | 3                     | 0                     | 5             | 0             | -        | -         | 33        | 0         |
| 2015                  | FC Tokyo              | J1 League             | 19           | 0            | 1                     | 0                     | 3             | 0             | -        | -         | 23        | 0         |
| 2016                  | FC Tokyo              | J1 League             | 7            | 0            | 1                     | 0                     | 4             | 0             | 3        | 0         | 14        | 0         |
| 2016                  | U-23 FC Tokyo         | J3 League             | 10           | 0            | -                     | -                     | -             | -             | -        | -         | 10        | 0         |
| 2017                  | FC Tokyo              | J1 League             | 11           | 1            | 1                     | 0                     | 7             | 1             | -        | -         | 19        | 2         |
| 2017                  | U-23 FC Tokyo         | J3 League             | 4            | 0            | -                     | -                     | -             | -             | -        | -         | 4         | 0         |
| Tổng                  | Tổng                  | Tổng                  | 125          | 5            | 11                    | 3                     | 22            | 1             | 3        | 0         | 160       | 9         |

## Thống kê sự nghiệp đội tuyển quốc gia

### Số lần ra sân trong các giải đấu lớn
| Đội bóng | Giải đấu                              | Thể loại | Số trận | Số trận | Bàn thắng | Thành tích đội bóng |
| Đội bóng | Giải đấu                              | Thể loại | Start   | Sub     | Bàn thắng | Thành tích đội bóng |
| -------- | ------------------------------------- | -------- | ------- | ------- | --------- | ------------------- |
| Nhật Bản | Giải vô địch bóng đá U-17 châu Á 2004 | U-16     | 3       | 0       | 0         | Vòng bảng           |